# We Don't Need to Whisper
We Don't Need to Whisper è l'album di debutto del gruppo alternative rock statunitense Angels & Airwaves. Ogni traccia di questo primo lavoro della band è incentrata sulla stessa storia, trovare l'amore nel mezzo di una guerra. L'album successivo, I-Empire, è il seguito di questa idea.

## Descrizione
Le radici dell'album sono state scritte durante il tour dei blink-182 del 2004. Quando Tom DeLonge lasciò la band nel febbraio 2005, usò alcune di queste demo per creare le tracce degli Angels & Airwaves. Per il resto del 2005, DeLonge e i nuovi membri della band, scrissero e registrarono tutte le tracce dell'album nello studio di casa sua.
Un mese prima dell'uscita ufficiale, 4 brani vennero diffusi illegalmente sul web, brani che in seguito vennero comunque ancora modificati prima della pubblicazione definitiva. Noti cambiamenti ci sono in "Valkyrie Missile", che include un'extra parte di chitarra, un mix differente di "It Hurts", un piccolo cambiamento alla fine di "Start the Machine", all'inizio di "The Adventure" e la prima parte di "Do It for Me Now".
Uscito il 20 maggio 2006 in Australia, il 22 nel Regno Unito, e il 23 nel Nord America, ha conquistato migliaia di fan, diventando disco d'oro in Canada dopo solo tre giorni dalla pubblicazione. Ha venduto 100 000 copie solo negli Stati Uniti e nel Regno Unito conquista il disco d'argento per aver venduto oltre 60 000 copie.
Il 16 agosto l'album ha venduto oltre 500 000 copie solo negli Stati Uniti d'America, venendo pertanto certificato disco d'oro dalla RIAA. L'album raggiunge le 800 000 copie in vendite mondiale nel luglio 2007.

## Premi e riconoscimenti
L'album è stato nominato agli MTV Video Music Awards per i migliori effetti speciali e miglior montaggio per il primo singolo "The Adventure". La stessa "The Adventure" ha vinto il premio di "Canzone dell'anno" ai San Diego Awards 2006.

## Tracce
Testi e musiche di Tom DeLonge.
1. Valkyrie Missile – 6:39
2. Distraction – 5:36
3. Do It for Me Now – 4:33
4. The Adventure – 5:12
5. A Little's Enough – 4:45
6. The War – 5:07
7. The Gift – 5:02
8. It Hurts – 4:14
9. Good Day – 4:30
10. Start the Machine – 4:11

Traccia bonus nell'edizione di iTunes
1. The Adventure (Live at Whispers Studio) – 6:04

Traccia bonus nell'edizione di Wal-Mart
1. It Hurts (Live at FUSE) – 4:21

Traccia bonus nell'edizione britannica
1. The Machine – 3:42

Traccia bonus (Australia, America Meridionale, Europa e Nuova Zelanda)
1. Do It for Me Now (Live at FUSE) – 4:39

## Formazione
- Tom DeLonge – voce, chitarra
- David Kennedy – chitarra
- Atom Willard – batteria
- Ryan Sinn – basso

## Classifiche
| Classifica (2006/07) | Posizione massima |
| -------------------- | ----------------- |
| Australia            | 8                 |
| Austria              | 30                |
| Canada               | 20                |
| Francia              | 82                |
| Germania             | 18                |
| Nuova Zelanda        | 29                |
| Paesi Bassi          | 62                |
| Regno Unito          | 6                 |
| Stati Uniti          | 4                 |

## Date di pubblicazione
| Paese                   | Data di pubblicazione | Versione               |
| ----------------------- | --------------------- | ---------------------- |
| Regno Unito             | 22 maggio 2006        | Originale              |
| Corea del Sud           | 22 maggio 2006        | Originale              |
| Stati Uniti             | 23 maggio 2006        | Originale              |
| Canada                  | 23 maggio 2006        | Originale              |
| Italia                  | 23 maggio 2006        | Originale              |
| Australia/Nuova Zelanda | 20 maggio 2006        | Originale              |
| Australia/Nuova Zelanda | 13 ottobre 2006       | Australian/New Zealand |
| Europa                  | 13 ottobre 2006       | Europe Bonus Tracks    |